# Onda Jaén RTV
Onda Jaén RTV, a menudo denominada Onda Jaén, fue la cadena pública municipal de radio y televisión de la ciudad de Jaén, Andalucía, España; y asociada originalmente a la red UNE de televisiones locales e impulsada por la Sociedad Municipal de Comunicación e Imagen (Somucisa). Onda Jaén TV emite de forma ininterrumpida en el múltiple de TDT de la demarcación de Jaén (TL04J) y en el 106.0 de la FM una programación que conjuga la producción propia y la ajena, predominando la difusión de contenidos sobre las tradiciones y las costumbres de la ciudad de Jaén.

## Historia
La cadena nació en otoño de 2001 y supuso una competencia directa para la hasta entonces única cadena local, Tele Jaén. Desde su aparición ha recibido varias denuncias por parte del grupo municipal del PSOE, que la acusa de servir como instrumento propagandístico del PP. Tras la victoria municipal del PSOE en la ciudad en 2007, se reestructuró la programación y plantilla de la empresa, ídem en 2011, con el regreso de PP.
Obtuvo en 2008 la concesión para emitir en digital. A pesar del apagón analógico del 2010, la cadena continuó emitiendo en analógico durante dos meses, siendo el 18 de mayo de 2010 el día en la que la cadena local se incorporó en pruebas a la oferta de canales jiennenses en TDT, y el 24 de julio de 2010 en emisiones regulares. Además, fue el primer canal local que lo hace en la capital jiennense junto con Diez TV Jaén que terminó cerrando en 2013 dando paso a Ondaluz Jaén que apenas estuvo unos meses emitiendo hasta el verano de 2014.
En los últimos años, el canal, hizo una fuerte apuesta por Internet —con nueva web, televisión a la carta, emisión del canal de televisión y radio en streaming y cuentas en redes sociales—, creando del ente municipal de radio y televisión una multiplataforma al alcance de cualquier jiennense con acceso a cualquier dispositivo. Desde 2013, el canal se emite en panorámico.
En la madrugada del 6 de agosto de 2019 un incendio en sus instalaciones suspendió su emisión de forma indefinida.

## Programación
La programación de Onda Jaén TV pretende acercar la actualidad municipal de Jaén a los ciudadanos, gracias a los Servicios Informativos —cada día a primera hora, a las 14:00 y a las 21:30— y a programas realizados a través de producción propia con contenidos como reportajes, crónicas o entrevistas sobre los hechos más interesantes de la agenda diaria de la capital.
La actualidad deportiva del equipo municipal Real Jaén los lunes a las 16:00 en Minuto 90 con Manolo García.
De lunes a viernes, un programa de entretenimiento llamado Vive la tarde presentado por Daniel Illana y Marta Negrillo a las 18:30.

## Organigrama
La Sociedad Municipal de Comunicación e Imagen S.A. es una mercantil del ayuntamiento de Jaén. Creada en noviembre del año 2000, desde septiembre de 2001 explota las licencias de radio y televisión del ayuntamiento a través de la firma comercial Onda Jaén RTV. La Junta General de Accionistas es el Pleno de la Corporación Municipal, con el alcalde, Francisco Javier Márquez Sánchez, al frente. El ente ejecutivo de Somucisa se encuentra representado por el Consejo de Administración, conformado por cinco consejeros del Partido Popular, tres del Partido Socialista y uno de Podemos. El presidente de Somucisa en la actualidad es el concejal de personal, Miguel Contreras López.
En la actualidad, el director de Somucisa es Pablo Ruiz Alcántara, licenciado en Periodismo por la Universidad de Málaga y máster en dirección de empresas de televisión. Cuenta con un equipo de cincuenta profesionales que desempeñan su labor en el Centro de Producción, ubicado en el Recinto Municipal de Vaciacostales de Jaén.

## Polémicas
Siempre ha existido, desde la creación de la televisión jiennense, tirantez entre oposición y gobierno por cómo se enfocaban las noticias de la capital. Desde la llegada a la alcaldía de José Enrique Fernández de Moya, el canal multiplicó su producción propia con el menor presupuesto de su historia.
Los trabajadores de Onda Jaén RTV manifestaron su malestar tras la legislatura socialista de 2007-2011 por verse relegados, sin que el gobierno municipal les encargase trabajos que podían realizar el propia personal de la televisión con los medios con los que se contaban, contratando a empresas externas amigas que encarecían la gestión.
Durante la siguiente legislatura del Partido Popular, la empresa pública sufre graves dificultades económicas, habiendo quedado el empleo de los trabajadores asegurado, no obstante, dentro del Ayuntamiento de Jaén.
En la madrugada del 6 de agosto de 2019, un incendio arrasó con parte de los estudios de radio y la redacción interrumpiéndose la emisión tanto en radio como televisión de forma indefinida. El incendio, según fuentes policiales, podría haber sido provocado. Tres meses más tarde, el Ayuntamiento decreta el cese de operaciones de Onda Jaén, alegando la mala situación económica del Ayuntamiento y la necesidad de invertir en sus instalaciones tras el incendio. Los 45 integrantes de la plantilla, cuyo coste salarial era de 1,8 millones de euros al año, recibieron ofertas de reubicación en otros departamentos del consistorio.

### Citas
1. 1 2  Europa Press (28 de febrero de 2015). «Onda Jaén rectifica una información a tenor de una denuncia del PSOE ante la JEZ». 20minutos.es. Europa Press. Consultado el 13 de agosto de 2017.
2. 1 2  Europa Press (17 de abril de 2005). «Onda Jaén "vulneró los principios básicos de imparcialidad" en una "polémica" con alcalde de Baeza, según el CAA». 20minutos.es. Europa Press. Consultado el 13 de agosto de 2017.
3. ↑  M. L., J. (21 de mayo de 2008). «La emisión de Onda Jaén ya es legal y obtiene autorización para la TDT». Ideal Jaén. Consultado el 13 de agosto de 2017.
4. 1 2  Hora Jaén. «Un incendio calcina las instalaciones de Onda Jaén».
5. ↑  Liébana, José M. (24 de octubre de 2016). «El cierre de Somucisa (Onda Jaén) será en noviembre y obligado por Bruselas». Ideal Jaén. Consultado el 13 de agosto de 2017.
6. ↑  Europa Press (21 de julio de 2017). «PSOE tacha de "brindis al sol" el plan de prejubilaciones anunciado por el gobierno local (PP)». 20minutos.es. Europa Press. Consultado el 13 de agosto de 2017.
7. ↑  Liébana, José M. (14 de noviembre de 2019). «El alcalde anuncia el «cierre definitivo» de Onda Jaén». Ideal Jaén. Consultado el 15 de noviembre de 2019.